# Salar

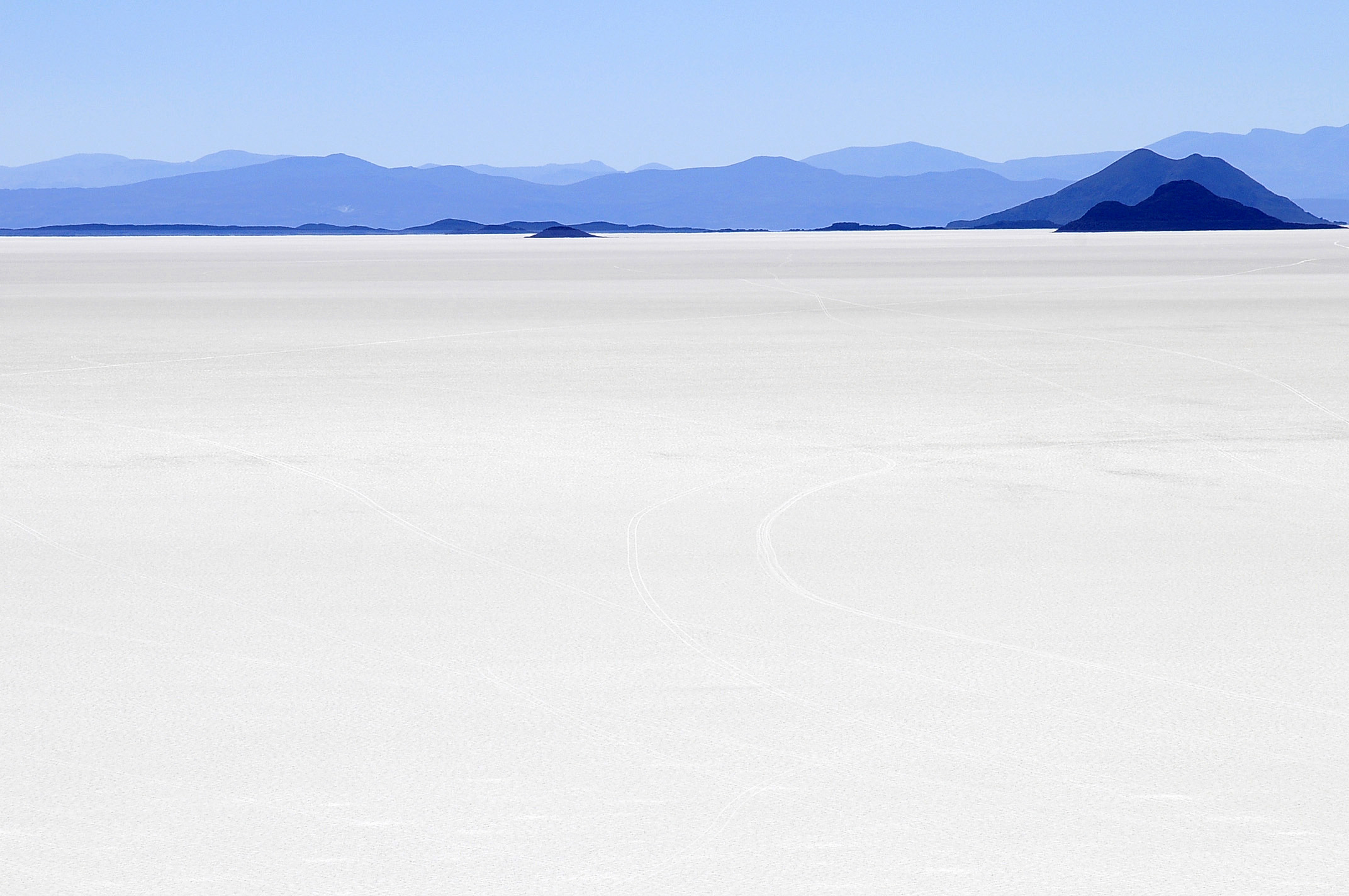
El salar de Uyuni en Bolivia, el salar más grande del mundo

Ojos del salar de Atacama.

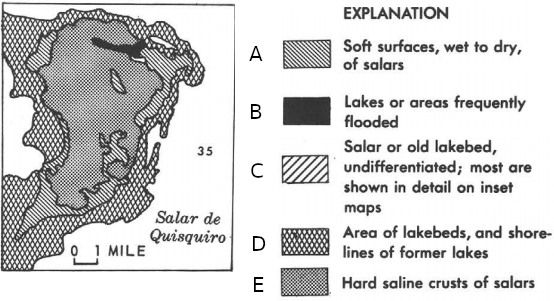
El salar de Quisquiro tiene diferentes partes:
A) superficie blanda, de húmeda a seca,
B) área normalmente bajo el agua,
C) Salar o antiguo lecho de un lago,
D) lecho de un antiguo lago,
E) costra dura de un salar.

Un salar o salina es un término que se refiere a una cuenca hidrográfica endorreica con una evaporación mayor que la escorrentía, donde llegan aguas portadoras de sales (sales boratos, cloruros, nitratos, sulfatos, etc.). Al evaporarse el agua, aumenta la concentración de las sales en el lugar. El salar puede estar definitivamente seco como el salar Grande (costero), puede recibir y mantener agua en forma intermitente o ser un lago con alta concentración de sales.
Los salares están formados por una parte líquida correspondiente a salmueras, una parte salina representada por la decantación de diferentes sales transportadas por el agua a la cuenca, y una parte sólida compuesta por arena, limo y arcilla. Predominan sales tales como cloruros, sulfatos, nitratos, boratos, entre otros.: 18 
La complejidad del fenómeno de cuenca hidrográfica, acarreo de sales, escorrentía, evaporación, sedimentación y también explotación de minerales y sales conlleva que el término "salar" sea utilizado en diferentes contextos con un diferente significado, a veces como "cuenca", "salmuera" (agua con sal), "costra de sal" o con un significado económico.: 13 

## Condiciones
El entorno hidrológico de un salar es la cuenca hidrográfica endorreica, donde la escorrentía se evapora, dejando en el fondo las sales y minerales que se acumulan con el tiempo.: 9 
La condición para la existencia de un salar es que la cuenca sea cerrada, que las aguas permanezcan en uno (o más) lugar(es) y que la evaporación sea mayor que el flujo de agua desde el exterior. En el caso de Chile, las precipitaciones son menores que la evaporación hasta un poco más al sur de Santiago. Sin embargo, la primera condición es que la cuenca sea endorreica, lo que ocurre en Chile solo en el Norte hasta Copiapó, desde donde todas las cuencas son abiertas hacia el Pacífico (o al Atlántico). Esa es la razón por la cual el salar más meridional de Chile es la laguna del Negro Francisco.: 9 

## Características generales
En general, la superficie de un salar está formada por tres áreas:: 18 
1. la costa o borde que circunscribe las otras áreas y tiene sedimentos arenosos que permiten el crecimiento de algunas plantas.
2. la playa con sedimentos más finos y mayor concentración de sales. A menudo circunscribe al depósito central.
3. el depósito central es la zona de mayor contenido y mayor concentración.

Estos límites pueden estar presentes o no, así como pueden variar en el tiempo.
En algunos salares sus bordes son netos debido al aumento abrupto del nivel del suelo; estos son característicos de regiones onduladas. En otros, especialmente los que se sitúan en llanuras de ínfima pendiente, el aumento del nivel del suelo en algunos de sus lados es tan tenue —un metro o aún menos— que apenas logra disminuir sólo una proporción de la concentración salina que poseía el salar continuo, pero lo suficiente para permitir la presencia de un tipo de plantas específicas de este ecosistema, a las que se las agrupa bajo el término de: vegetación halófila. Partiendo de la costra salina, este tipo de vegetación se presenta en bandas paralelas y concéntricas, cada una de ellas está compuesta por especies unidas por una misma cualidad de halofilia, integrando cada nueva franja nuevas especies cada vez menos resistentes. En ocasiones, la altura del terreno no solo no reanuda su aumento, sino que vuelve a disminuir, y con ello retorna la alta concentración salina, la que acaba por impedir totalmente el crecimiento vegetal, incluso de las especies halófitas mejor adaptadas, regresando entonces el paisaje del entorno nuevamente al de otro salar continuo. Es por ello que se encuentran salares en comarca (discontinuos), en donde una superficie salina mayor puede estar seccionada mediante una o varias franjas constituidas por vegetación halófita, por ejemplo, las Salinas Grandes del centro de la Argentina; o salares continuos, donde de una punta a la otra los vegetales están ausentes, por ejemplo, el salar de Uyuni.

## Aporte de agua
El aporte de agua puede provenir de:: 9 
1. vertientes fluyentes que son corrientes de agua visibles
2. vertientes difusas que aportan agua, pero en forma imperceptible
3. ríos y riachuelos (no muy comunes)
4. napas subterráneas

## Tipos de lagunas

Tipos de salares
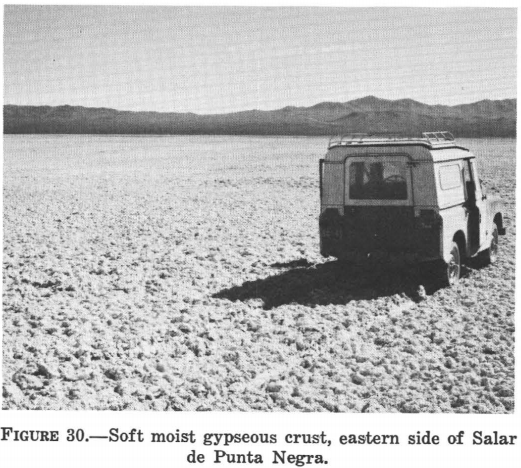
La huella de un vehículo da un indicio de la humedad existente en el salar Punta Negra
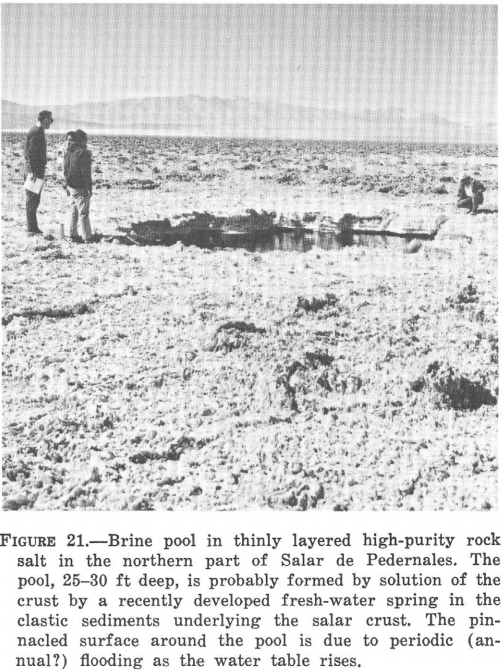
"Ojos de agua" en el salar de Pedernales
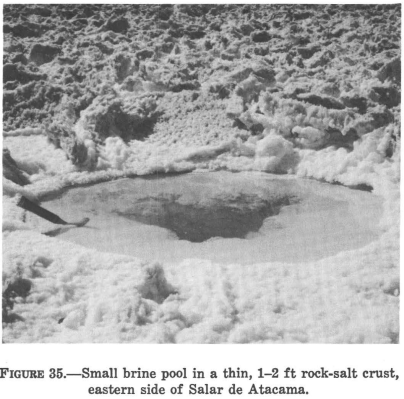
Ojos de agua del salar de Atacama

Cuando se forman lagunas, estas pueden tomar tres formas:
1. lagunas relativamente profundas, de fondo impermeable y una profundidad que se acrecienta hacia el centro y que puede ser de unos metros a decenas de metros. Su extensión no varía a lo largo del año. Ejemplos: lago Chungará, laguna Miscanti, laguna Miñiques.
2. lagunas someras, con una profundidad de hasta unos decímetros sobre la superficie del salar.
3. ojos de agua, tales aperturas se forman al disolverse una parte de la costra seca que cubre la napa de salmuera. Son de paredes verticales y de varios metros de profundidad.

## Tipos de salares
Los salares pueden ser divididos según diferentes criterios, según sea el interés del estudio.
En Chile se pueden distinguir:
- salares activos, que reciben afluentes de diversa procedencia. Estos salares están ubicados en la parte alta de la cordillera de los Andes. Entre los activos se distinguen:[4]: 10–11 
  - costras de sales, porosas y permeables, contienen salmueras intersticiales, al contrario de las costras secas del Valle Central. Contienen halita (NaCl) o yeso (CaSO4.2H2O) y se encuentran en la pre-Cordillera, bajo los  3500 m. Como ejemplos, podemos nombrar los salares de Atacama, Punta Negra, Imilac o de Pedernales.
  - salares tipo playa formados por sedimentos salinos finos y casi impermeables que sirven de lecho a lagunas someras de extensión muy variable. Por debajo del los sedimentos, entre unos decímetros y unos metros de profundidad, se encuentra una napa cautiva de salmuera sin conexión con las lagunas superficiales. Estos salares se encuentran en el Altiplano o en la alta Cordillera.
  - combinaciones complejas de los dos tipos anteriores. Por ejemplo, el salar de Atacama está constituido de un núcleo de halita rodeada por una zona de limos salinos.
- salares inactivos en cuencas arreicas, secas, que ya no reciben afluentes. Estos están ubicados en la costa y en el Valle Central de Chile. Ejemplo: Salar Grande (costero), en una cuenca arreica.

## Ubicación
Los salares más grandes del mundo se encuentran ubicados en la altiplanicie sudamericana de la puna, repartida entre el noroeste argentino, el suroeste de Bolivia y el noreste de Chile. De ellos se extraen principalmente salitre o nitrato natural, yodo, litio y cloruro de sodio o sal común.

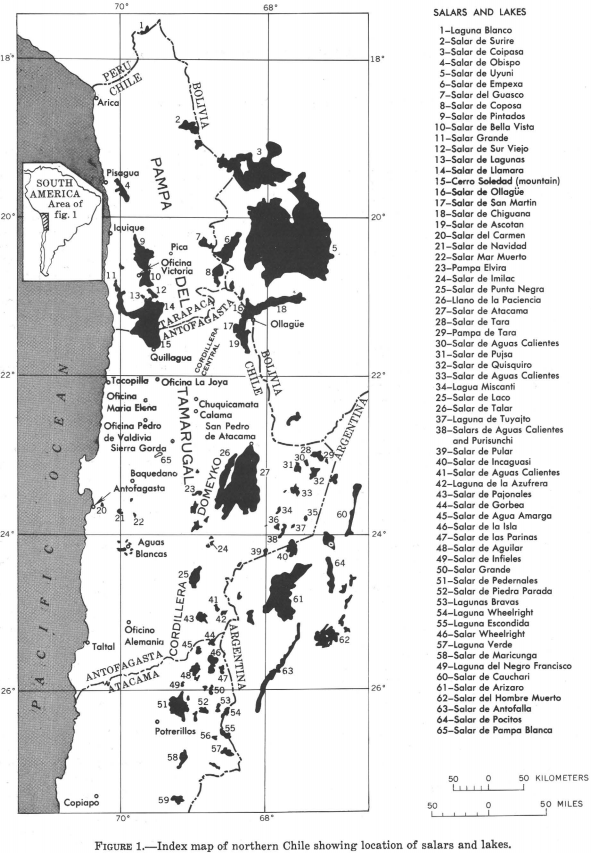
En negro, salares en Argentina, Bolivia y Chile.